# Schwestern vom Coenaculum
Die Schwestern vom Coenaculum (auch: Schwestern Unserer Lieben Frau vom Rückzug in den Abendmahlssaal) sind seit 1826 eine römisch-katholische Ordensgemeinschaft mit den Aufgaben: Gebet, Nächstenliebe und geistliche Betreuung.

## Geschichte
Angesichts der zahlreichen Pilger zum Grab des heiligen Jean François Régis gründete 1826 in Lalouvesc (im heutigen Département Ardèche in Frankreich) der Ortspfarrer Étienne Terme im Zusammenwirken mit der heiligen Thérèse Couderc ein Haus zur angemessenen Unterbringung und geistlichen Betreuung der weiblichen Pilger. Dieses Haus nannten sie zuerst „Saint Régis“, 20 Jahre später „Cénacle“ (deutsch: Coenaculum oder Abendmahlssaal) nach dem Saal, in den sich laut Apostelgeschichte I, 12 die Apostel mit der Mutter Jesu und mit seinen Brüdern nach der Himmelfahrt zurückzogen. Die betreuenden Schwestern nannten sich zuerst „Soeurs de la Retraite“, mit Spiel auf den beiden Bedeutungen des Wortes retraite als „Rückzug (in den Abendmahlssaal)“ und als retraite spirituelle „(innere) Einkehr“, später „Soeurs de Notre-Dame de la Retraite au Cénacle“ (lateinisch: Sorores Dominae Nostrae a Recessu Caenaculi), kurz auch Sœurs de Notre-Dame du Cénacle oder einfach Le Cénacle (sowohl für die Ordensgemeinschaft wir für das Kloster).
Die schon 1836 vom Ortsbischof anerkannten Schwestern erhielten 1863 das päpstliche Anerkennungsdekret und 1870 die endgültige Anerkennung. Die Konstitutionen wurden 1886 gebilligt, neue Konstitutionen 1983. Die Kongregation griff 1842 nach Lyon aus, 1850 nach Paris und in das weitere Frankreich, 1881 und 1882 nach Rom, Turin und Mailand, 1888 nach England, 1892 nach New York und in die weiteren Vereinigten Staaten, 1945 nach Brasilien, 1948 nach Madagaskar, 1953 nach Neuseeland, 1967 auf die Philippinen, 1980 nach Australien und 1990 nach Ghana. Heute ist das Mutterhaus in Rom. Die im deutschsprachigen Raum nicht vertretene Kongregation hat weltweit rund 500 Mitglieder.

### Oberinnen bis 1926
- 1826–1837: Thérèse Couderc
- 1838–1839: Judith de Lavilleurnoy (* 1797 Thérèse Judith de Baudre, Witwe seit 1835)
- 1839–1852: Charlotte Contenet  († 1852)
- 1852–1877: Françoise Antoinette de Larochenégly (* 1804; † 1900),
- 1877–1926: Marie-Aimée Lautier (* 1835)